# إسماعيل عمر (ضابط شرطة)
إسماعيل عمر (بالملايوية: Ismail Omar) هو ضابط شرطة ماليزي، ولد في 15 مايو 1953 في Kulim ‏ في ماليزيا.